# Anton van Wouw

Anton van Wouw, né le 27 décembre 1862 à Driebergen aux Pays-Bas et décédé le 10 juillet 1945 à Pretoria en Afrique du Sud, est un sculpteur sud-africain d'origine néerlandaise. Il est considéré comme le fondateur de la sculpture sud-africaine contemporaine. 

## Biographie
En 1890, âgé de 28 ans, il s'installe à Pretoria dans la république sud-africaine du Transvaal. Il lui faut attendre 10 ans avant de recevoir sa première commande officielle émanant du financier Sammy Marks. Il s'agissait de sculpter une statue monumentale du président Paul Kruger, installée depuis les années 1950 sur Church square, la place centrale de Pretoria. 

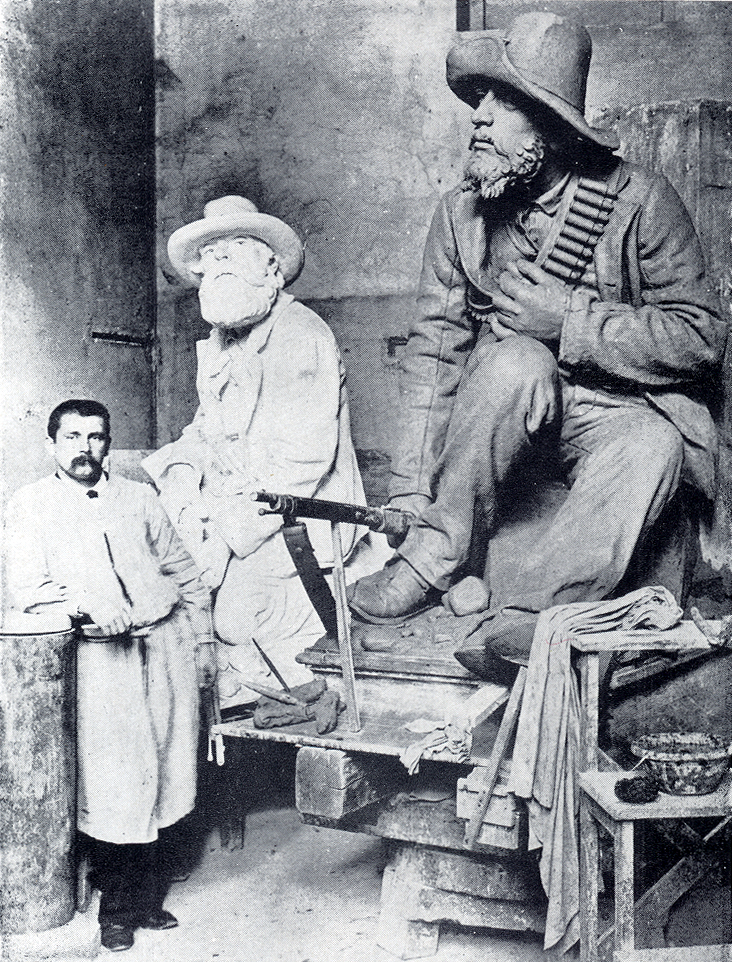
Anton van Wouw et deux des sculptures du monument dédié à Paul Kruger et situé de nos jours au centre de Church square à Pretoria

Sympathisant des Boers, van Wouw s'identifie rapidement à la nation afrikaner pour laquelle il sculptera de nombreuses œuvres relatant son épopée historique, ses espoirs et ses héros. 
Son œuvre la plus remarquable est la statue de la femme voortrekker au monument aux femmes de Bloemfontein (Nasionale Vrouemonument), honorant les martyrs des camps de concentration britannique. Il est aussi l'auteur de la sculpture de femme boer au Voortrekker Monument de Pretoria, de la statue de Louis Botha à Durban, de la statue de Marthinus Theunis Steyn (1929) à Bloemfontein, des statues de Jan Hofmeyr, d'Andrew Murray et du général Henry Lukin au Cap. 
Son œuvre inclut aussi les bustes des présidents Marthinus Wessel Pretorius (1905), Francis William Reitz (1919) et Marthinus Steyn, de John X. Merriman (1919), du roi Khama (1925), des généraux Christiaan de Wet (1926) et Koos de la Rey (1926), de Benito Mussolini (1927), d'Adolf Hitler (1937), de Piet Retief (1937) ainsi que de nombreux bas-reliefs et des statuettes africaines représentant autant des animaux, des populations autochtones d'Afrique du Sud (bushmen, basothos) et des personnalités politiques (Paul Kruger en exil).   
En 1939, Van Wouw s'installe dans sa nouvelle demeure où il décède le 30 juin 1945. 
En 1973, le millionnaire Anton Rupert finance le rachat de la maison de l'artiste par l'université de Pretoria qui en fait un musée.

## Galerie

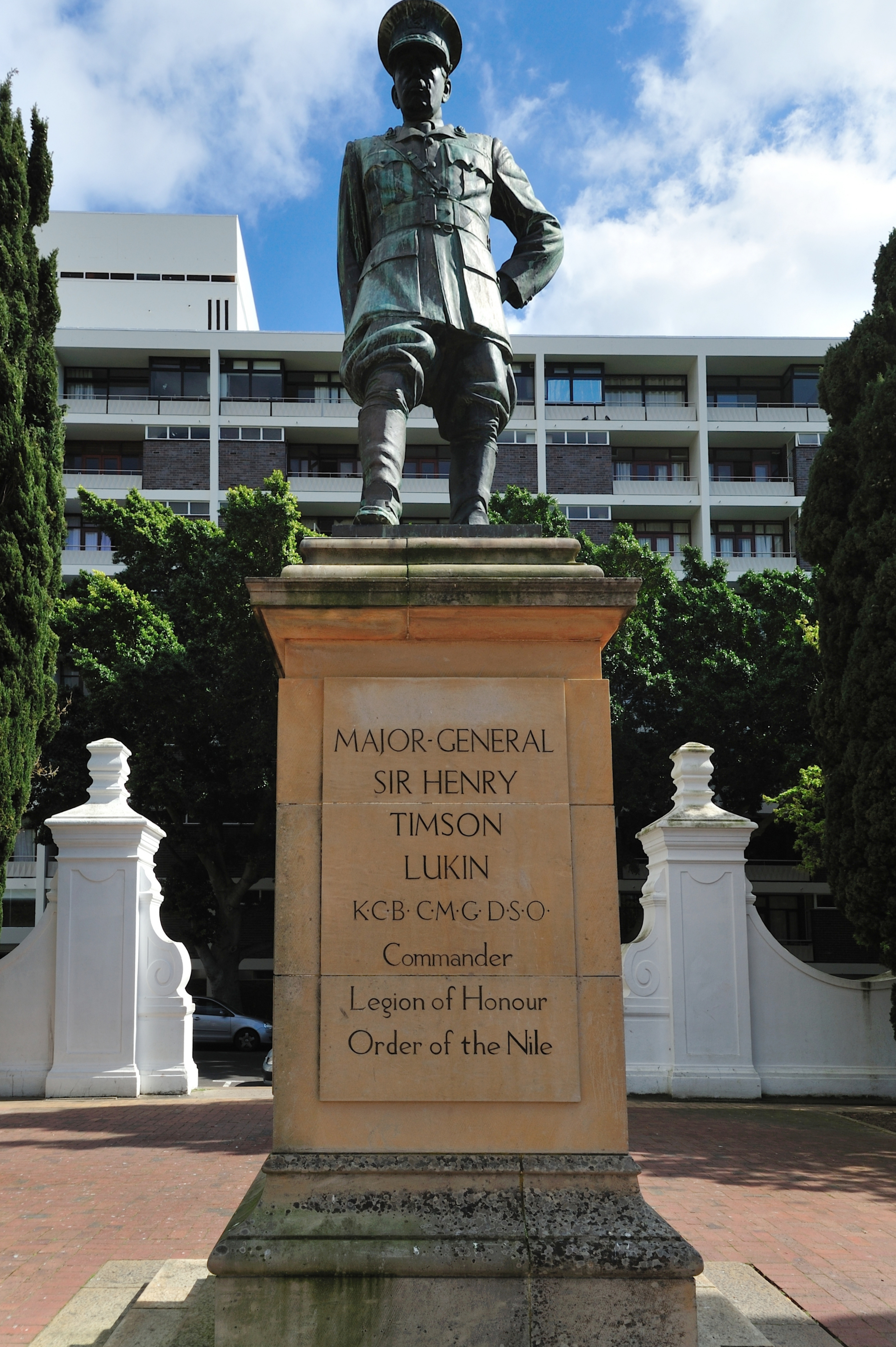
Statue de Sir Henry Timson Lukin (Le Cap)
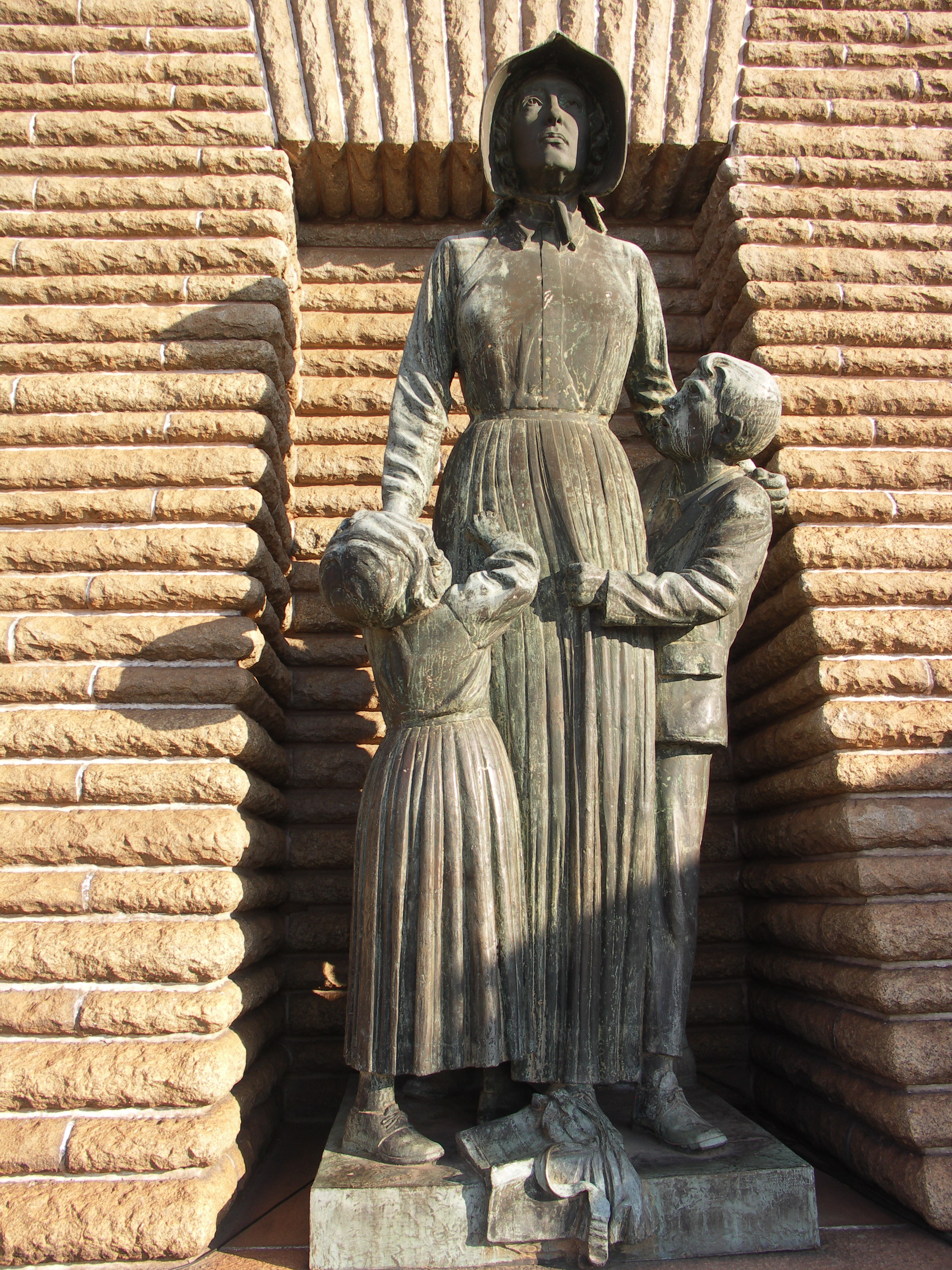
Statues du Voortrekker Monument (Pretoria)
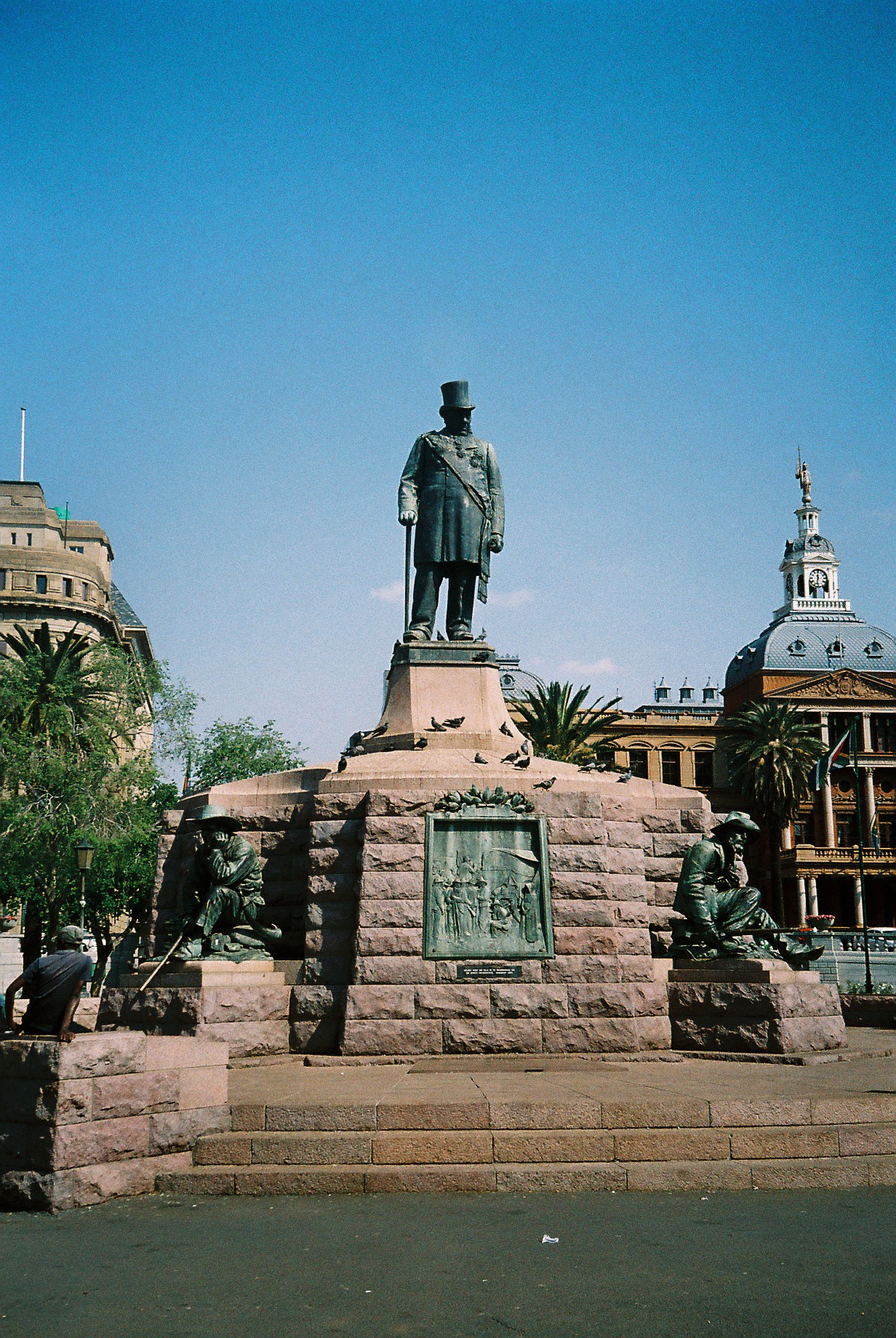
Statue de Paul Kruger sur Church Square (Pretoria)
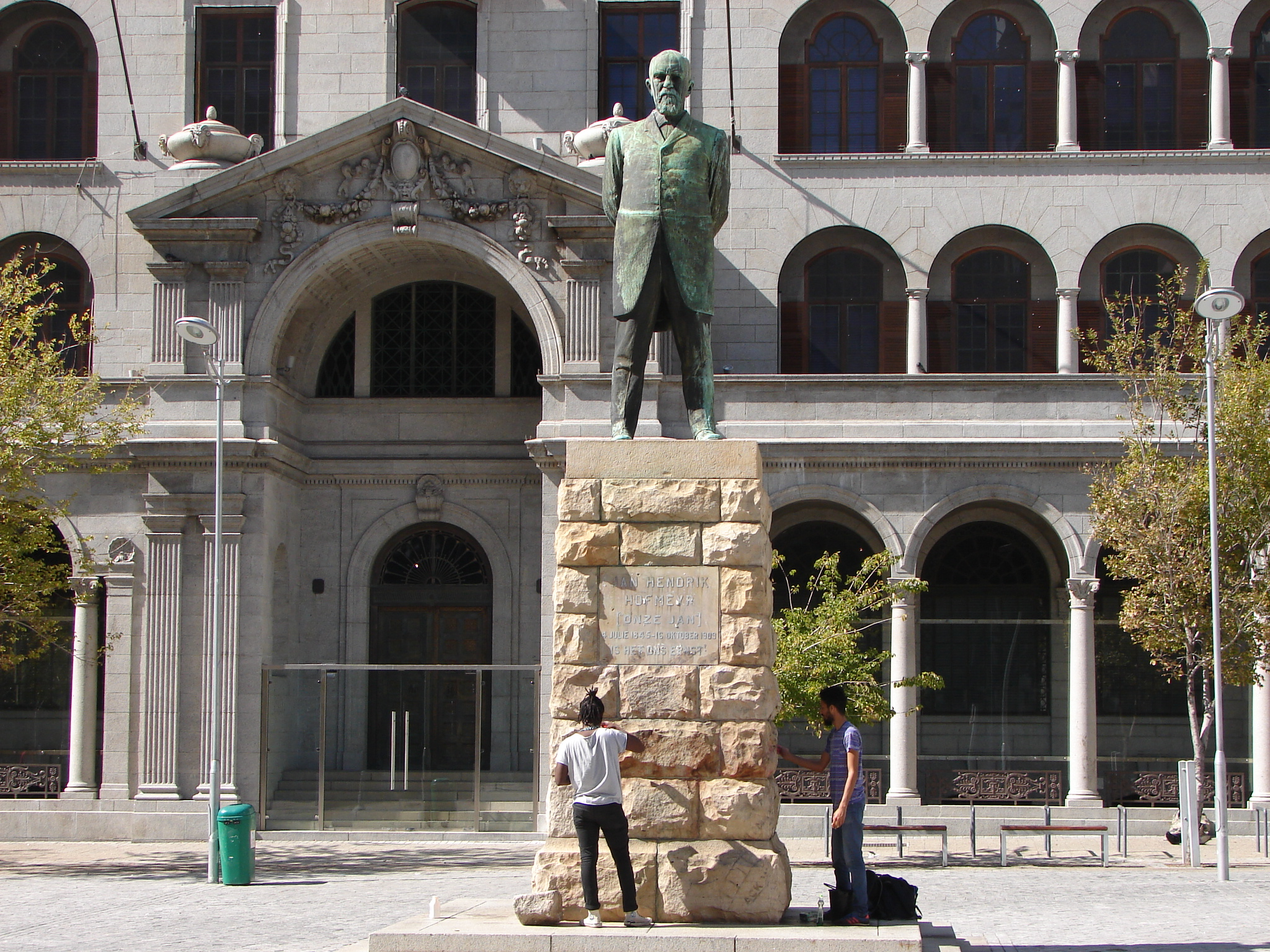
Statue de Jan Hendrik Hofmeyr, Church Square (Le Cap)